# Юрчик, Юрий Александрович
Юрий Александрович Юрчик (укр. Юрій Олександрович Юрчик; 24 июня 1985, Староконстантинов, Хмельницкая область, Украинская ССР, СССР — 8 января 2023 Соледар, Бахмутский район, Донецкая область, Украина) — украинский военнослужащий, полковник Государственной пограничной службы Украины, начальник штаба Мукачевского пограничного отряда, участник Российско-украинской войны. Герой Украины (2023, посмертно).

## Биография
Юрий Александрович Юрчик родился 24 июня 1985 года в городе Староконстантинов, Хмельницкой области, Украинской ССР, СССР. В 2006 году окончил Национальную академию Государственной пограничной службы Украины имени Богдана Хмельницкого.
Около 20 лет прослужил в Государственной пограничной службе Украины где был офицером сводного пограничного отряда. Юрий Александрович Юрчик проходил службу в сумском пограничном отряде в отделе пограничной службы «Белополье». Затем этого был назначен начальником штаба Мукачевского пограничного отряда. После полномасштбного вторжения России на Украину продолжил защищать свою Родину и в декабре 2022 года он создал отряд Государственной пограничной службы Украины «Соледар» и воевал у города Соледар. Помогал тяжелораненым военнослужащим смежного подразделения Сил обороны Украины эвакуироваться.
Погиб 8 января 2023 года в результате массированного вражеского обстрела под городом Соледар Донецкой области. Похоронен 10 января 2023 в городе Староконстантинов в Хмельницкой области. Остались жена и дочь.

## Награды
- Герой Украины (23.02.2023, посмертно) — за личное мужество и героизм, проявленные в защите государственного суверенитета и территориальной целостности Украины, самоотверженное служение Украинскому народу[3].